# Kloster Herbrechtingen

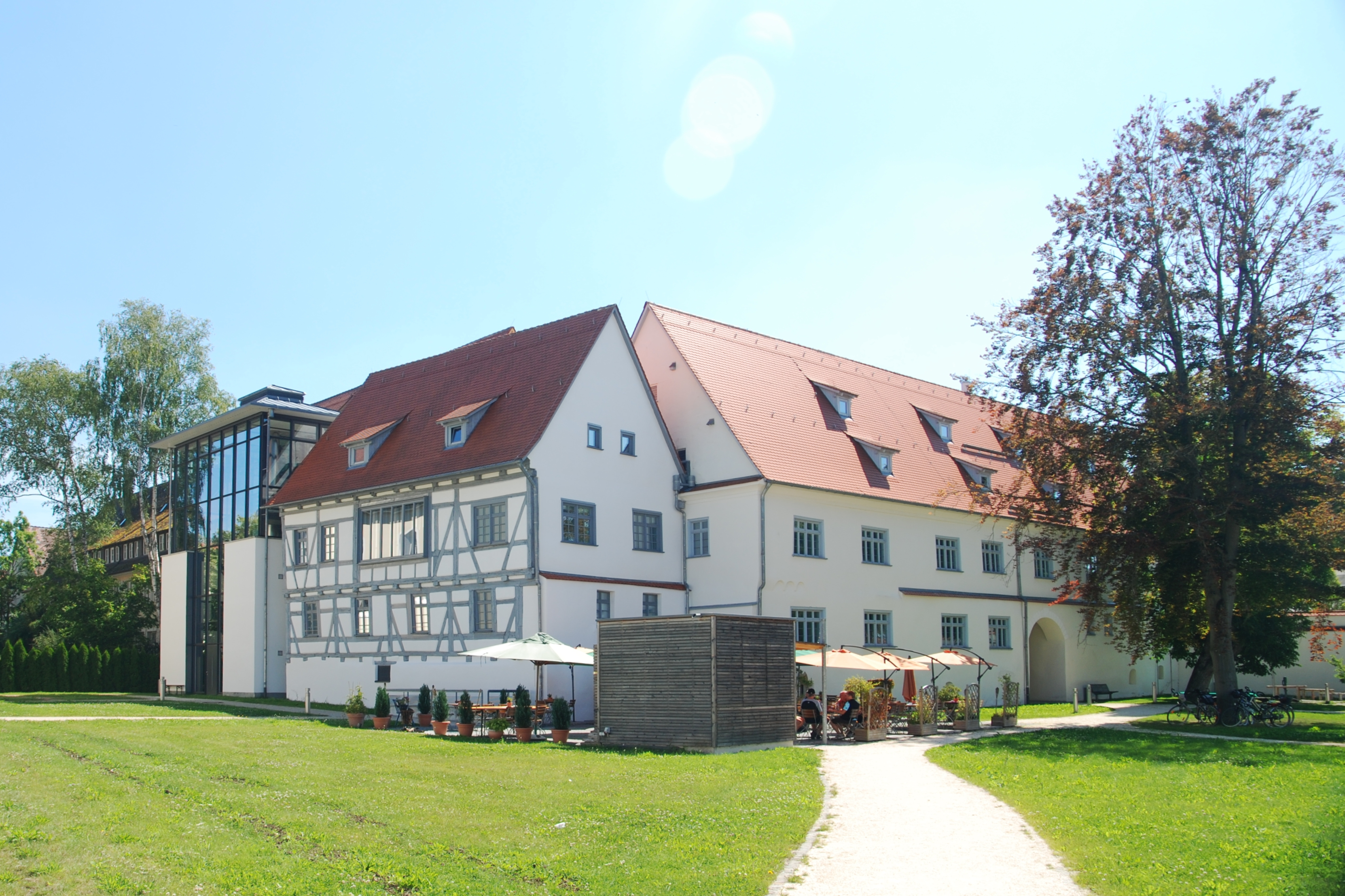
Kloster Herbrechtingen

Das 774 gegründete Kloster Herbrechtingen liegt in Herbrechtingen im Landkreis Heidenheim.

## Geschichte
Am 7. September 774 schenkte Karl der Große die villa herbrechtingen seinem obersten Kapellan, dem Abt Fulrad von Saint-Denis bei Paris, der hier ein Kloster gründete. Er errichtete die dem heiligen Dionysius geweihte Kloster-, spätere Stifts- und heutige evangelische Pfarrkirche. 777 übertrug Fulrad die Zelle Herbrechtingen an seine Abtei Saint-Denis.

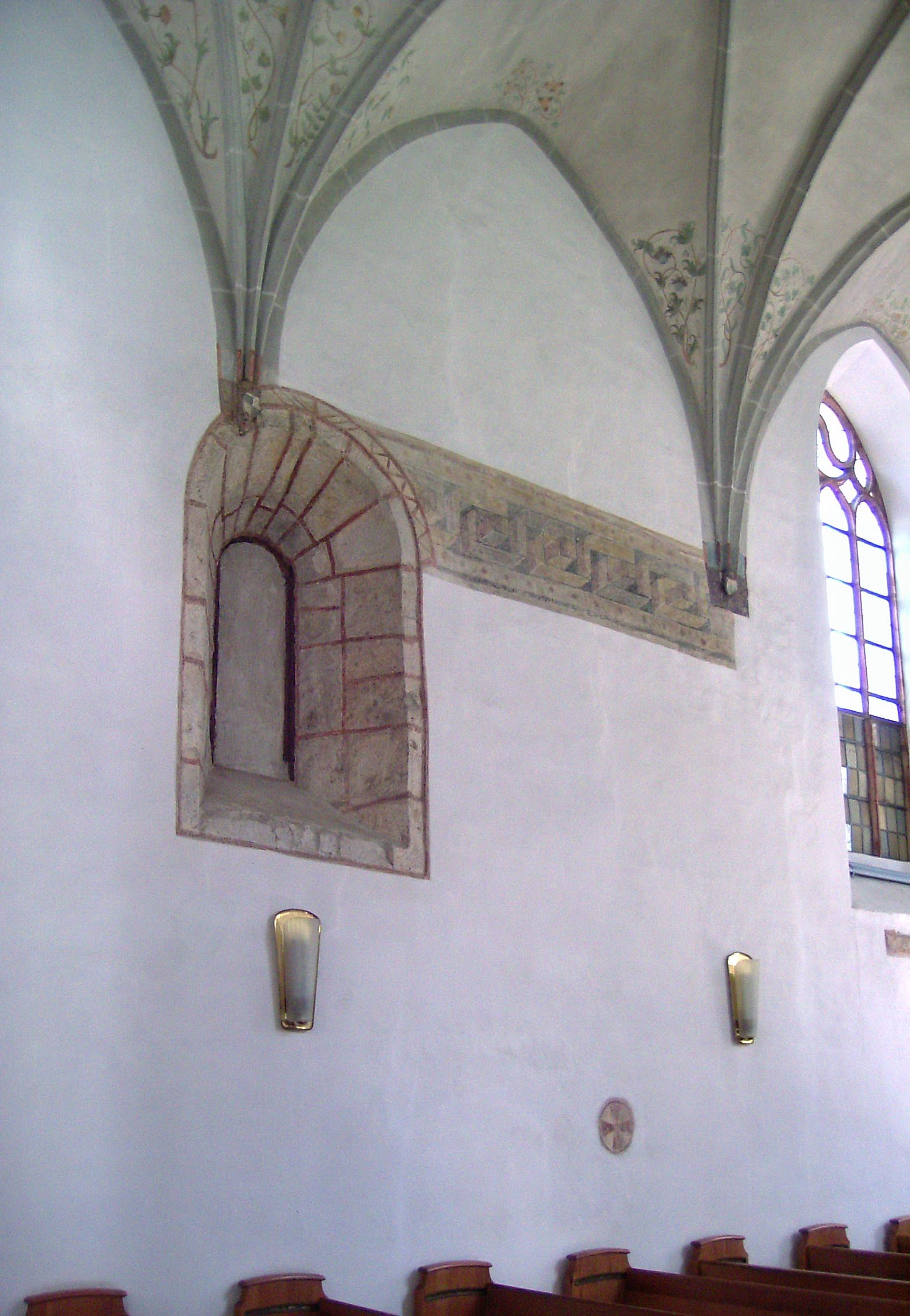
Reste eines romanischen Mäanderfrieses im Chor

1046 hielt sich König Heinrich III. im Kloster auf, der Kaiser im römisch-deutschen Reich wurde. Im selben Jahr wurde aus der Zellengründung ein Kollegiatstift.
1171 übertrug Kaiser Friedrich Barbarossa das Stift den Augustiner-Chorherren und stattete somit das Kloster mit umfangreichen Privilegien und Gütern aus, das er Mönchen aus dem Kloster Hördt unter Abt Adalbert übergab. Im gleichen Jahr erhielt das Kloster das Marktrecht. Vermutlich begann auch in dieser Zeit der Neubau des Konvents in stauferzeitlicher Quaderbauweise.
1279 plünderten die Giengener das Stift, 1449 erfolgte eine neuerliche Plünderung von Kloster und Dorf Herbrechtingen. 1472 erfolgte der Neubau des Propsteigebäudes.
Um 1520 verfiel allmählich die Klosterzucht, die Pröpste von Ulm und Augsburg bemühten sich erfolglos um eine Reform.
Nach Aufhebung des Interims 1552 setzte Herzog Christoph einen evangelischen Prälaten ein und ließ den Besitz durch ein Klosterstabsamt verwalten. Es wurde in ein evangelisches Klosteramt umgewandelt. 1741–1749 amtierte hier Johann Albrecht Bengel. 1636 nochmals von Mönchen besetzt, kam das Stift endgültig 1648 an Württemberg.
Nach einigen Erneuerungen der Klostergebäude im Jahr 1563 wurde Herbrechtingen im Dreißigjährigen Krieg nach der Schlacht bei Nördlingen zerstört.
1666 wurde auf den Grundmauern des Augustinerkonventes von 1200 der Fruchtkasten in Fachwerkbauweise neu errichtet. In der Folge errichtete man einige Gebäude neu oder renovierte sie teilweise.
Ab 1807 standen die Klostergebäude leer; 1830 verkaufte man das Kloster an Ludwig von Hartmann, der die Konventflügel abreißen ließ und in den restlichen Gebäuden eine moderne Spinnerei einrichtete.
1844 erwarb die Kinderrettungsanstalt Nattheim der Inneren Mission den Vorderteil der Klostergebäude.
1931 erfolgte die Auflösung der Spinnerei Hartmann; 1932 der Verkauf des ehemaligen Klosterbesitzes an Otto Merz, Mössingen.
1944 wurde im Vorbau ein KLV-Lager (Kinderlandverschickung aus bombengefährdeten Städten) eingerichtet.
1993 erwarb die Stadt Herbrechtingen das ehemalige Kloster und entwickelte Pläne für das Projekt Kulturzentrum Kloster, dessen Bau im Juni 1997 begann und das am 13. September 2002 eingeweiht wurde.
Das ehemalige Kloster ist seit 1997 eine Sehenswürdigkeit an der Straße der Staufer.

## Persönlichkeiten
- Propst Johann Albrecht Bengel (1741–1749)